# Magharet Merza
Magharet Merza (tiếng Ả Rập: مغارة ميرزا) là một ngôi làng Syria nằm ở Sinjar Nahiyah ở huyện Maarrat al-Nu'man, Idlib. Theo Cục Thống kê Trung ương Syria (CBS), Magharet Merza có dân số là 62 người trong cuộc điều tra dân số năm 2004.